# 隽水镇
隽水镇，是中华人民共和国湖北省咸寧市通城县下辖的一个乡镇级行政单位。
隽水镇建成区面积达11平方公里，常住人口10万人，城区绿化覆盖率达 32%，城市化率达 36.5%。

## 行政区划
隽水镇下辖以下地区：
雁塔社区、银城社区、旭红社区、湘汉社区、和平社区、秀水社区、白沙社区、新塔社区、上阔村、利和村、宝塔村、油坊村、古龙村、石泉村、下阔村、东港村、桃源村、柳峦村和铁柱村。